# Adele Änggård
Adele Beryl Alers Änggård, född Hankey den 31 juli 1933 i Nutfield, Surrey, England, död 3 november 2023 i Stockholm, Sverige, var en brittisk-svensk scenograf och kostymskapare. Under sin karriär verkade hon på scener runt om i Europa och Skandinavien. Hon studerade också arkeologi och bidrog med nya tolkningar av Europas tidiga civilisationer.

## Familj
Adele Hankey är dotter till lord Robert Maurice Hankey, som var ambassadör i Sverige 1960–1965, och Francis Beryl Stuart-Menteth. Hon var från 1964 gift med läkaren Erik Emil Änggård.

## Utbildning
Adele Änggård studerade 1948–1953 balett, scenografi och kostym på Elmhurst Ballet School of Music and Drama. 1960–1963 följde hon Paul Colins kurser i konstnärlig gestaltning, studerade på Académie Julian och arbetade vid 
L'Académie André Lhote. 1972 studerade hon television och film på College de San Mateo.

## Karriär
Adele Änggård kom till Sverige som diplomatbarn och fick samarbeta med Göran Gentele i en uppsättning av Don Pedros marionetter som visades på Drottningholmsteatern 1957.
Änggårds teaterkarriär 1957–2000 består av omkring 80 produktioner. Hennes skapande utmärks av en påfallande enkelhet och av en tydlig visuell gestaltning av föreställningens budskap och skådespelarnas insatser. Hon är representerad vid Scenkonstmuseet.
Särskilt viktiga operaföreställningar
- Mäster Pedros Marionetter, Drottningholms slottsteater (1957), regissör Göran Gentele.
- Il pastor fido, Den Norske Opera, Oslo (1979), regissör Bengt Peterson.
- La Bohème, Kungliga Operan, Stockholm (1994), regissör Bengt Peterson.

Särskilt viktiga balettföreställningar
- While the spider slept, Kungliga Baletten, Stockholm (1966) och Royal Winnipeg Ballet (1967), koreograf Brian Macdonald.
- Kampen om kungakronan, Nyköping (1986), Malmö stadsteater och SVT (1990), koreograf Birgit Cullberg.

Särskilt viktiga teaterföreställningar
- King Lear, Royal Shakespeare Company (biträdande scenograf) (1962) med världsturné 1964, regissör Peter Brook.
- The Depty, (le Vicaire), Theatre Athénée, Paris (1963), regissör Peter Brook.
- En mans Hamlet, med Mikael Strandberg, Helsingborg (1991), regissör Anita Blom.
- The Oresteia, Skillinge teater (1966), regissör Anita Blom.

Filmproduktion
- King Lear, Filmways Inc. och Royal Shakespeare Company, Köpenhamn (1971), regissör Peter Brook.

### Scenografi
| År   | Produktion                                                 | Upphovsmän                                         | Regi            | Teater                                   | Noter                 |
| ---- | ---------------------------------------------------------- | -------------------------------------------------- | --------------- | ---------------------------------------- | --------------------- |
| 1957 | Mäster Pedros marionetter El retablo de maese Pedro        |                                                    | Göran Gentele   | Drottningholms slottsteater              |                       |
| 1962 | King Lear                                                  | William Shakespeare                                | Peter Brook     | Royal Shakespeare Company                | Biträdande scenograf  |
| 1963 | The Deputy Le Vicaire                                      |                                                    | Peter Brook     | Theatre Athénée, Paris                   |                       |
| 1966 | Sommar L'Été                                               | Romain Weingarten                                  | Kaj Ahnhem      | Marsyasteatern                           |                       |
| 1966 | While the spider slept                                     |                                                    | Brian Macdonald | Kungliga Baletten/ Royal Winnipeg Ballet |                       |
| 1968 | Nattcafé                                                   | Bengt Bratt                                        | Kaj Ahnhem      | Marsyasteatern                           |                       |
| 1979 | Il pastor fido                                             | Georg Friedrich Händel och Giacomo Rossi           | Bengt Peterson  | Den Norske Opera                         |                       |
| 1986 | Kampen om kungakronan                                      |                                                    | Birgit Cullberg | Malmö stadsteater                        |                       |
| 1986 | Ifigenia i Aulis Ἰφιγένεια ἐν Αὐλίδι, Īphigéneia en Aulídi | Euripides Översättning Tord Baeckström             | Anita Blom      | Helsingborgs stadsteater                 | Scenografi och kostym |
| 1987 | Flugorna Les Mouches                                       | Jean-Paul Sartre Översättning Eyvind Johnson       | Anita Blom      | Helsingborgs stadsteater                 |                       |
| 1988 | Kung Lear King Lear                                        | William Shakespeare Översättning Allan Bergstrand  | Anita Blom      | Helsingborgs stadsteater                 |                       |
| 1989 | Hjältekonungens dotter                                     | Ingegerd Monthan Dramatisering Eva Sköld           | Eva Sköld       | Malmö stadsteater                        |                       |
| 1991 | En mans Hamlet                                             |                                                    | Anita Blom      |                                          |                       |
| 1994 | La bohème                                                  | Giacomo Puccini, Giuseppe Giacosa och Luigi Illica | Bengt Peterson  | Kungliga Operan                          |                       |
| 1966 | The Oresteia                                               | Aischylos                                          | Anita Blom      | Skillinge teater                         |                       |

## Arkeologi
Änggård hade ett livslångt intresse för arkeologi och besökte på 1960-talet Altamira och Lascaux tack vare sin faster Vronwy Hankey, specialist på minoisk och mykensk kultur. Hon studerade senare arkeologi på Södertörns universitet både på grundnivå och avancerad nivå.
Efter studierna publicerade hon 2016 boken A Humanitarian Past. Boken tillför en social dimension till Europas tidiga historia och utmanar konventionella föreställningar om de tidiga européerna som underutvecklade och förhistorisk konst som primitiv.